# Jose Advincula
Jose Fuerte Advincula (Dumalag, 30 maart 1952) is een Filipijns geestelijke en een kardinaal van de Rooms-Katholieke Kerk.
Advincula bezochte het kleinseminarie in Roxas. Daarna studeerde hij theologie aan de universiteit van Manilla. Op 14 april 1976 werd hij priester gewijd. Vervolgens studeerde hij psychologie en kanoniek recht. Daarna was hij werkzaam aan diverse onderwijsinstellingen van de rooms-katholieke kerk in de Filipijnen.
Op 25 juli 2001 werd Advincula benoemd tot bisschop van San Carlos; zijn bisschopswijding vond plaats op 8 september 2001. Op 9 november 2011 volgde zijn benoeming tot aartsbisschop van Capiz.
Advincula werd tijdens het consistorie van 28 november 2020 kardinaal gecreëerd. Hij kreeg de rang van kardinaal-priester. Zijn titelkerk werd de San Vigilio; het was de eerste keer dat aan deze kerk een titelkardinaal werd toegewezen.
Op 25 maart 2021 werd Advincula benoemd tot aartsbisschop van Manilla.